# Bolgheri (przystanek kolejowy)
Bolgheri (wł. Stazione di Bolgheri) – przystanek kolejowy w Bibbona (gmina Castagneto Carducci), w prowincji Livorno, w regionie Toskania, we Włoszech. Znajduje się na linii Piza – Rzym. Nazwa stacji nawiązuje do miejscowości Bolgheri (część gminy Castagneto Carducci).
Według klasyfikacji RFI ma kategorię brązową.

## Linie kolejowe
- Linia Piza – Rzym